# ヴァルキュリアの機甲
『ヴァルキュリアの機甲』（-きこう）とはゆうきりん著のライトノベル。イラストは荻窪裕司。レーベルは電撃文庫。

## ストーリー
体内に原爆並みの破壊力を秘めた爆核を有するG・O（ジャイアント・オーガニック）。こう総称される謎の生物は2035年に初めて確認された。アメーバのようなそのG・Oは地中海で発見され、船上での調査を経てマルセイユに送られることになった。だがその数時間後、G・Oは大爆発を起こし、マルセイユは消滅。150万人の命が
失われるという大惨事となった。2037年、アメーバ状の巨大生物がテキサス州南部の港湾都市ガルベストンに出現、二日後、前回と同じようにしてガルベストンは消滅した。今回の場合、政府によりG・O確保のため州兵が派遣されており、爆発の一部始終が記録され、NASA職員はリアルタイムでそれを確認していた。アメリカはバイオテロの可能性を説き、それから半年の間に同様の事件が無差別に起こってもその立場を変えなかった。やがて大国による新兵器の実験説がささやかれるようになり、各国は疑心暗鬼に駆られ世界戦争勃発まで危ぶまれた。その時、世界トップのバイオテクノロジー研究機関ワイズリーが人類の技術ではどうやっても実現不可能であり、よって自然災害でしかありえないと発表した。各国は冷静さを取り戻し国連で対策が講じられるようになった。あらゆる兵器が試され、核まで用いられたもののこの巨大生物を駆除することはできなかったが、ヨートゥンハイメンの遺跡で発見された七本の巨大な槍にG・Oの細胞を崩壊させる力があることが判明。国連でこれらの槍を用いる計画C.O.V Project（ヴァルキュリア騎兵計画）が持ち上がり承認される。こうして人類はG・Oへの対抗手段を手にした。
しかしこの計画にはある秘密があった。槍を振るいG・Oを倒す「ヴァルキュリア」たち、
その正体は機械ではなく、平均身長16メートルの巨人の少女たちだったのだ。人類を守るため戦わさせられる彼女たちだが、その待遇は非人道的なものだった。新しくヴァルキュリア国連騎兵隊（UNCOV）に配属された二等海尉・天宮竜一郎は、前任者にかわって「ヴァルキュリア」たちを指揮する立場を与えられる。
上からの「ヴァルキュリアを女の子扱いせよ」という注文のもと、竜一郎は試行錯誤しながら彼女たちと歩み寄り、共にG・Oの脅威と戦っていく。

## 用語
G・O（ジー・オー、ジャイアントオーガニック）
人類が持つあらゆる兵器が通用しない巨大生物。傷をつけることくらいならできるのだが、すぐに再生してしまう。G.Oを完全に駆除できるのは「黄昏の槍」のみ。この他、爆核と呼ばれる、爆発すれば核兵器を超えた破壊をもたらす体組織を持つという特徴がある。G・Oによる災害をGOC（ゴック、Giant Organic Calamityの略）と呼ぶ。
UNCOV（アンコヴ）
2050年に設立された秘匿部隊。UNCOVとはthe United Nations Calvary Of Valkyrieの略称で「ヴァルキュリア国連騎兵隊」の意。ヴァルキュリアと黄昏の槍をもってGOCに対処することを任務とする。存在そのものは一般にも知られているが、ヴァルキュリアの正体は機密扱いである。
ガルド
バイオテクノロジー研究では世界でも群を抜いたコングロマリット。国連にも強い影響力を持つ。G・Oについての発表を行ったワイズリーもガルドが有する研究所の一つである。北欧神話をベースに終末論を説く新興宗教「歓喜の黄昏教団」との関係が噂されており、ガルド内にも少なからぬ数の信者が存在する。
黄昏の槍（ランス・オブ・ダスク）
ヨートゥンハイメンで発掘された超巨大な槍。7本が存在し、G・Oの細胞を崩壊させ消滅させる性質を持つ。
ヴァルキュリア
人類にとっては黄昏の槍を振るうことができる頼みの綱。対外的には「巨大人型万能戦車」ということになっているが、実際は巨人と人類のハーフである少女達である。ヨートゥンハイメン山近くの巨大洞窟で工事に伴う調査中に発見された巨人女性の冷凍遺体から採取された卵子と、各国の男性研究者の精子を受精させたのち、人口子宮で育てあげられた。正式名称は「Valkyrie-Experimental Animals」に生まれた順にナンバーをつけたものであるが、一応、遺伝上の父からもらった姓と名前もある。しかしながら彼女らと保護者との温度差はまちまちであり、実の娘のように愛された者もいれば、愛情と見えても実際は「貴重なサンプル」への親愛の情だった例もあり、V-00のように名前すらつけてもらえなかった例もある。

## 登場人物
天宮竜一郎（あまみや りゅういちろう）
航空自衛隊二等海尉。一般の人類とは異なるヴァルキュリア相手にも生理的な嫌悪や拒絶感を一切抱くことがない稀有な精神性の持ち主。UNCOVで騎兵隊長としてヴァルキュリアを指揮する職務を与えられ、劣悪そのものであった彼女らたちの待遇を改善し、互いに理解を深めようと奮闘する。
V-01 / レイン・ジースト
17歳。陽気な性格。ルビーとはどちらが姉かでしょっちゅう争っている。
ストーリーの後半では、他の姉妹とともに敵に洗脳されレイプされてしまう。この様子は録画され、主人公のもとに送られた。そのうえ、怪物の母体とされ出産させられる。
V-02 / ルビー・フォレスト
17歳。レインと同じくアメリカ支部で生まれ育った。行動的で気が強い。終盤で敵に強姦され妊娠した。
V-03 / 水樹晶（みずき あきら）
16歳。父の遺伝子からか近眼であるが、サイズ的な問題から手術にも危険が伴うため視力は眼鏡で矯正させている。文字通りの意味で風の流れを見ることができ、それを活かし狙撃手として力を発揮している。敵に捕らえられ姉たちとともに凌辱の限りを尽くされ妊娠してしまう。
V-04 / 海津院真珠（かいづいん しんじゅ）
16歳。本編のヒロイン。晶と同じく日本人が遺伝的な父であるが、レインやルビーとは異なり別々の場所で生まれ育った。
V-05 / ミルキィ・コーラル
15歳。イギリス支部で誕生。他の姉妹達とは異なり、遺伝的な父から可愛がられ、ミルキィもその人物を「パパ」と呼んでいる。まだ幼く、性格的にも戦闘向きではない。
V-00 / サーシャ・ドミトルヴュナ
存在を隠されてきた最初のヴァルキュリア。精子提供者の遺伝子に問題があったのか、痛覚を持たず、感情にも乏しい。UNSN（米国宇宙軍）に所属するがUNCOVのヴァルキュリアにも劣らずモノ扱いされており、名前すらつけられていない。ドミトルヴュナという呼び名も竜一郎によるものである。
ヘルガ・アデナウワー
UNCOVの新司令官。階級は大佐。まだ12歳だが実力でこの地位についている。それ以前にはEUSN（欧州連合宇宙軍）で中佐の地位にあり、月での暴動を鎮圧するという手腕を見せた。
カリウス
ヘルガに仕える執事。
風花夏美（かざはな なつみ）
ガルドから出向してきたプログラマー。20歳にしてガルドが抱える企業の一つで開発研究部門の室長をつとめていた。ヘルガを「司令ちゃん」と呼ぶ。
ニル・ライアー
ガルドから派遣された特別顧問。
シトロン・シュナイダー
EUSN少尉。UNCOVの騎兵副隊長の任につく。
ビクター・ジェイコブスン
階級は少佐。UNCOVの前司令官。ヴァルキュリアを単なる道具・兵器と割り切り、非人道的に扱った。本人の性格もあるが、UNCOVではこれを良しとする価値観が当然とされていたという事情もある。
ロイヤル・アデナウワー
ガルド総帥。老衰と不養生がたたり自由に身動きができなくなっている。
ヴィクトル・アデナウワー
ヘルガの異母兄。無能かつ自堕落な男。カリウスやニルからも見下されている。
イングマン
UNCOV生物側面対策班に属する研究者。

## シリーズ作品一覧
- ヴァルキュリアの機甲 首輪の戦乙女 ISBN 978-4840220743
- ヴァルキュリアの機甲II 恋愛操作 ISBN 978-4840221627
- ヴァルキュリアの機甲III 黄昏の花嫁 ISBN 978-4840222549
- ヴァルキュリアの機甲IV 乙女達の楽園 ISBN 978-4840223102